# Cuernavaca
Cuernavaca est une ville mexicaine, capitale de l'État de Morelos. Elle se situe dans le centre sud du Mexique, à quelque 80 km de Mexico.

## Toponymie
Son nom vient du nahuatl et doit son origine à une ethnie indigène, les Tlahuica, dont la capitale du royaume était nommée Cuauhnáhuac [kʷawˈnaːwak] qui signifie « Le lieu près des arbres », composé de « cuahuitl » (arbre) + « na(h)uac » (à côté, près de). Les conquérants espagnols ne sachant pas prononcer le mot « Cuauhnáhuac » et comprenant mal la langue indigène, le déformèrent en « Cuernavaca », en l'assortissant d'une étymologie fantaisiste : cuerno (de) vaca, c'est-à-dire « corne de vache ».

## Climat
Doté d'un climat climat chaud et stable (variant sur l'année de 25 à 31 degrés le jour et de 12 à 18 la nuit) et d'une végétation luxuriante, Cuernavaca a été baptisée la « ville de l'éternel printemps » par le naturaliste, géographe et explorateur prussien Alexander von Humboldt qui la visita en avril 1803,,.

## Histoire
À l'époque préhispanique, Cuauhnauac était la capitale de l'altepetl d'un petit peuple nahuatl, les Tlahuicas. Ils furent victimes de l'impérialisme aztèque. Le tlatoani Itzcoatl conquit la cité, qui devint tributaire des Aztèques. Moctezuma Ier dut la reconquérir. Au cours du siège de Tenochtitlan par les Espagnols, les Cuauhnauacas choisirent le camp espagnol (13 août 1521).
En 1529, Hernán Cortés reçut du roi d'Espagne le marquisat de la vallée d'Oaxaca, qui comprenait Cuernavaca, où il s'était fait construire un palais, par-dessus un édifice tlahuica, dont on peut encore voir les vestiges dans la cour.

## Éducation
La ville héberge de nombreuses écoles accueillant des étudiants venus du monde entier pour apprendre l'espagnol.
Cuernavaca est par ailleurs une ville caractérisée par la présence de plusieurs centres de recherche scientifique. Le Centre en Sciences Génomiques (UNAM), l'Institut National de la Santé Publique INSP, l'Institut de Biotechnologie (UNAM), le Centre de Recherche en Ingénierie et Science Appliquée (UAEM), en sont quelques exemples.

## Population
Située dans la tierra templada (zone tempérée), cette ville a toujours été une destination de villégiature pour les habitants de la vallée de Mexico, depuis les rois aztèques aux classes aisées de notre époque, en passant par les Espagnols.
À la suite du tremblement de terre du 19 septembre 1985, dont l'épicentre était dans le Michoacán, et qui frappa si durement Mexico, de nombreux habitants du DF qui possédaient une résidence secondaire à Cuernavaca, s'y établirent définitivement. C'est l'une des raisons de la très forte croissance démographique qu'a connue Cuernavaca.

## Personnalités célèbres
- Ivan Illich y fonde le CIDOC (Center for Intercultural Documentation) en 1961.
- L'écrivain argentin Manuel Puig y est mort en 1990.
- Erich Fromm y vécut dans les années 1950.
- Le sculpteur israélien et designer industriel Maurice Ascalon (1913-2003) y passa les dernières années de sa vie.
- Robert Brown[Lequel ?] y vécut deux ans avec sa famille.
- Maximilien Ier du Mexique.
- Le shah d'Iran, Mohammad Reza Pahlavi, y vécut durant son exil.
- Charlie Mingus (1922-1979) est mort à Cuernavaca.
- Gil Evans (1912-1988) est mort à Cuernavaca d'une péritonite.
- Malcolm Lowry a décrit Cuernavaca sous le nom de Quauhnahuac dans Au-dessous du volcan.
- Warren Zevon (1947-2003) a fait des allusions sur Cuernavaca dans la chanson Veracruz dans son album Excitable Boy de 1978.
- Gloria Lasso (1922-2005), chanteuse espagnole, mais aussi francophone, est morte à Cuernavaca.
- Adrián Rivera Pérez
- Tamara de Lempicka (1898-1980) y vécut les dernières années de sa vie. Ses cendres ont été dispersées à proximité, au-dessus du volcan Popocatepetl.
- L'auteur de bande dessinée belge Jijé y réside avec sa famille durant l'année 1949. Ce séjour mexicain a profondément nourri ses créations ultérieures dont L'Affaire Barnes, un épisode de la série Jean Valhardi, Blondin et Cirage au Mexique et surtout le western Jerry Spring[12].
- La chanteuse Chavela Vargas y est morte le 5 août 2012.
- L'actrice et scénariste Gene Gauntier (1885-1966) y est morte, le 18 décembre.
- Marco Antonio Adame Castillo (1960-), homme politique et gouverneur de Morelos.
- Carlo Coccioli (1920-2003), romancier, y a vécu.
- Diego Cataño (né en 1990), acteur de cinéma et de série télévisée.
- Christophe Masson y a situé son roman Villa Formosa (éditions Revoir, 2022).
- La sculptrice, graveuse et militante des droits civiques Elizabeth Catlett est morte à Cuernavaca le 2 avril 2012.

## Évêché
- Diocèse de Cuernavaca
- Cathédrale de Cuernavaca